# منتخب إنجلترا لكرة الطائرة للسيدات
منتخب إنجلترا الوطني لكرة الطائرة للسيدات، هو ممثل إنجلترا الرسمي في المنافسات الدولية في كرة طائرة للسيدات.